# قلعه تپه بی‌بی دوست
قلعه تپه بی بی دوست مربوط به دوران‌های تاریخی پس از اسلام است و در شهرستان هامون، بخش مرکزی روستای دهمرده واقع شده و این اثر در تاریخ ۷ مهر ۱۳۸۱ با شمارهٔ ثبت ۶۴۷۹ به‌عنوان یکی از آثار ملی ایران به ثبت رسیده است.